# Adell (Naturschutzgebiet)
Adell ist ein Naturschutzgebiet in Königheim im Main-Tauber-Kreis in Baden-Württemberg.

## Geographie
Das Naturschutzgebiet liegt auf der Gemarkung der Gemeinde Königheim, rund 1000 Meter nördlich des Ortsteils Weikerstetten.

## Geschichte
Bereits am 15. Juni 1992 wurden in der Schonwalderklärung „Adell“ Schutz- und Pflegemaßnahmen für den öffentlichen Wald festgelegt.
Durch Verordnung des Regierungspräsidiums Stuttgart über das Naturschutzgebiet Adell vom 6. November 1992 wurde ein Schutzgebiet mit 18,2 Hektar ausgewiesen. Seit 2019 ist das Naturschutzgebiet ein Teil des größeren Natura-2000-Gebietes Nordwestliches Tauberland und Brehmbach (FFH-Gebiet 6423-341).

## Schutzzweck
„Schutzzweck sind die Erhaltung und Förderung eines naturnahen, lichten, orchideenreichen Seggen-Buchen-Waldes und seiner Wärme liebenden Säume sowie die Erhaltung und Wiederherstellung der offenen Halbtrockenrasen mit unterschiedlichen Entwicklungsstadien auf früher landwirtschaftlich extensiv genutzten Flächen zur Sicherung der wertvollen, typischen Pflanzengesellschaften und Tiergemeinschaften“ (LUBW 1992).

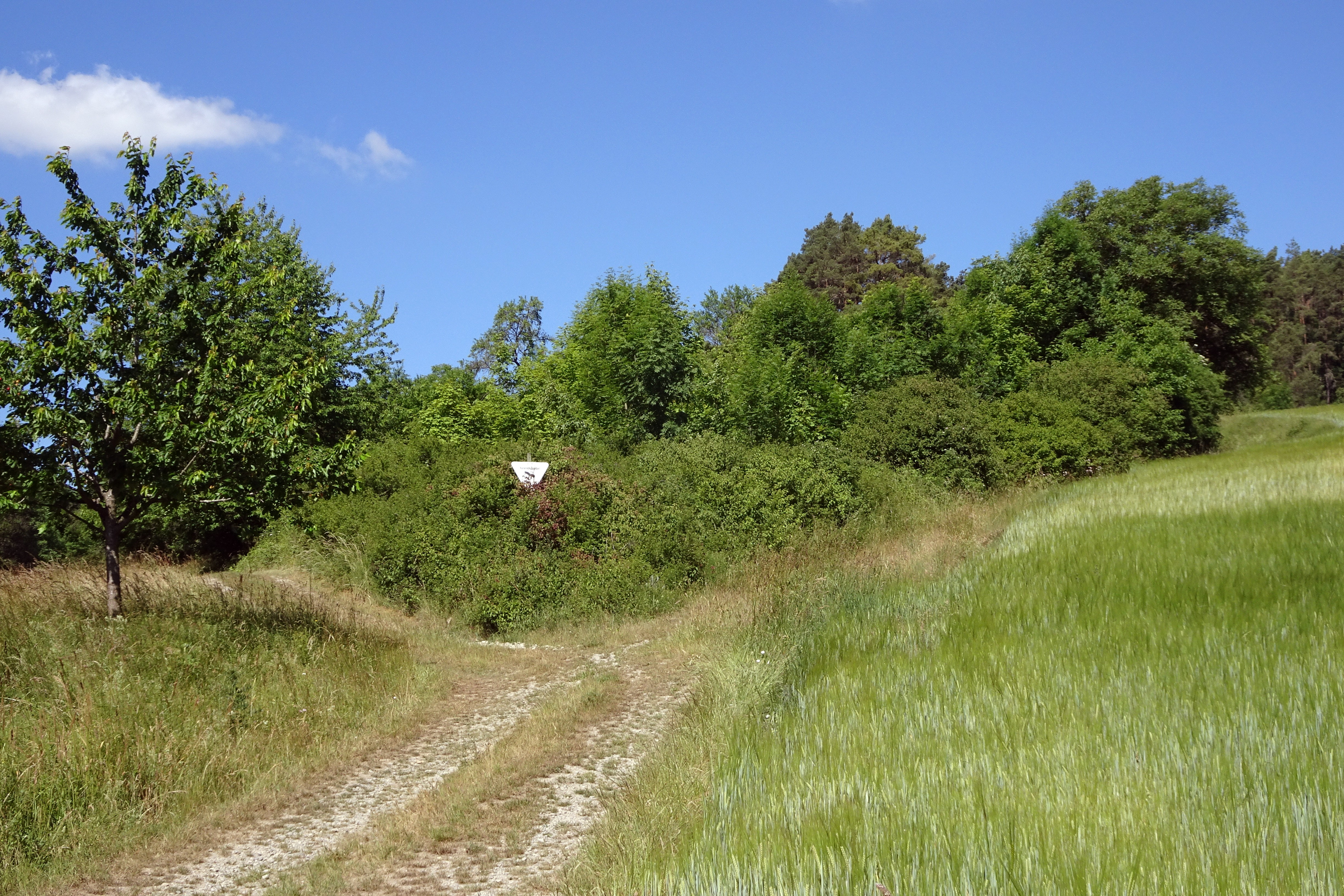
Naturschutzgebiet „Adell“ von Südwesten
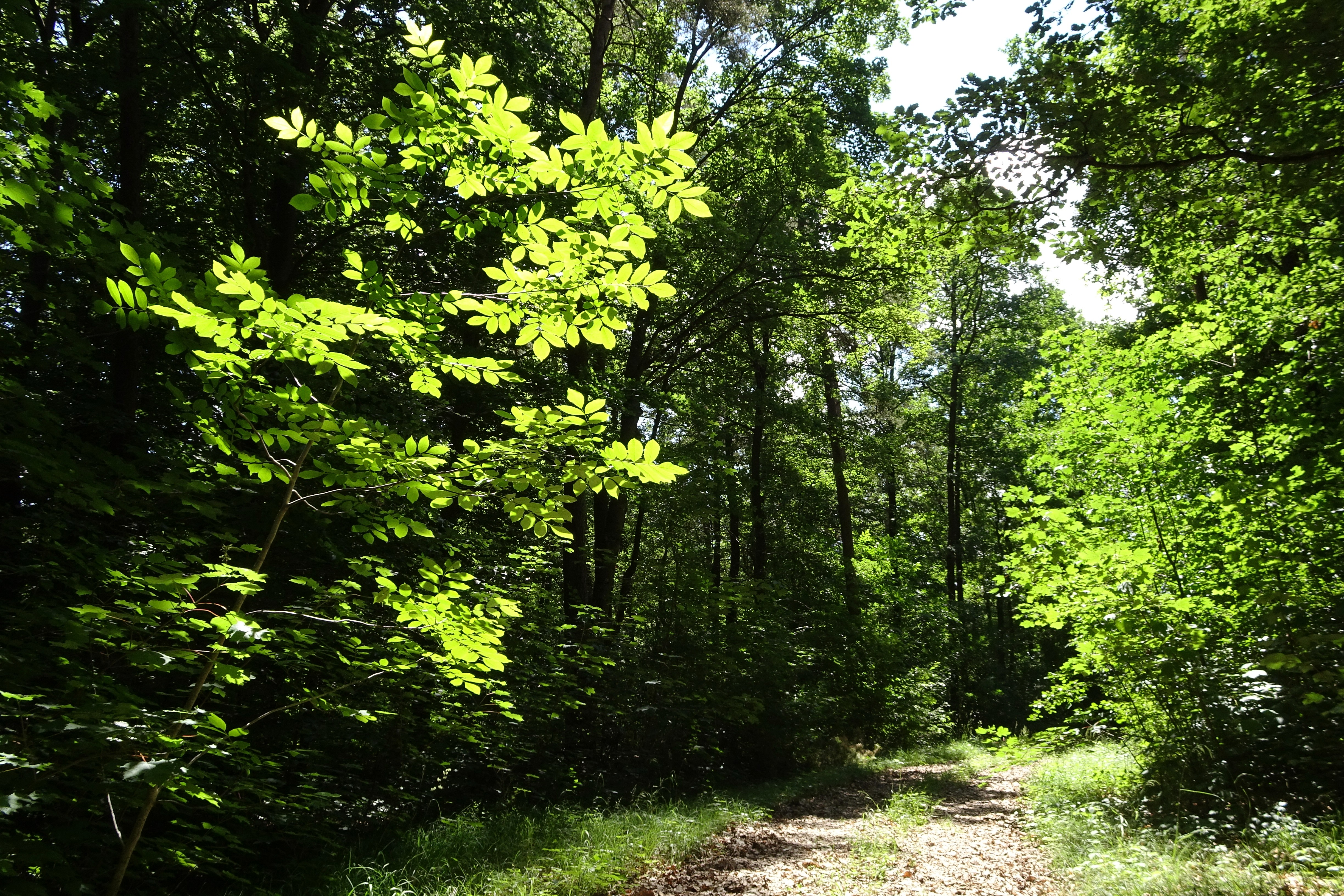
Lichter Wald im Naturschutzgebiet
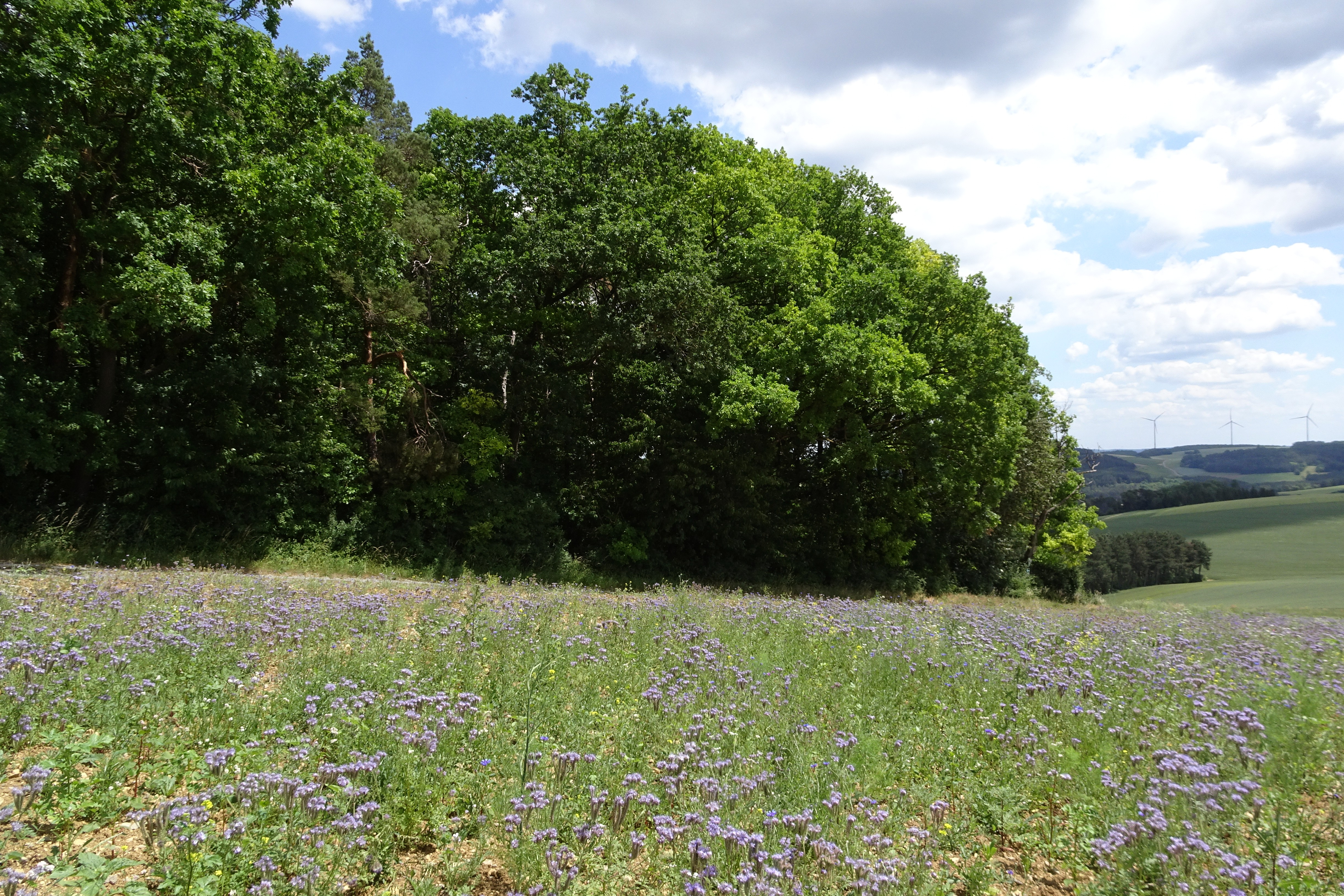
Wald von Südosten

## Flora und Fauna
Es besteht ein orchideenreicher Platterbsen-Buchenwald, sowie Halbtrockenrasenflächen mit unterschiedlichen Sukzessionsstadien und wärmeliebenden Waldsäumen mit typischen Pflanzengesellschaften und Tiergemeinschaften, zum Teil Schonwald (LWaldG § 32).